# Wajoz Dsor
Wajoz Dsor, in englischer Transkription Vayots Dzor ([vɑjˌɔt͡sʰ ˈd͡zɔɾ] , armenisch Վայոց ձոր, wissenschaftliche Transliteration Vayoc‘ Jor) ist eine Provinz im Süden von Armenien.

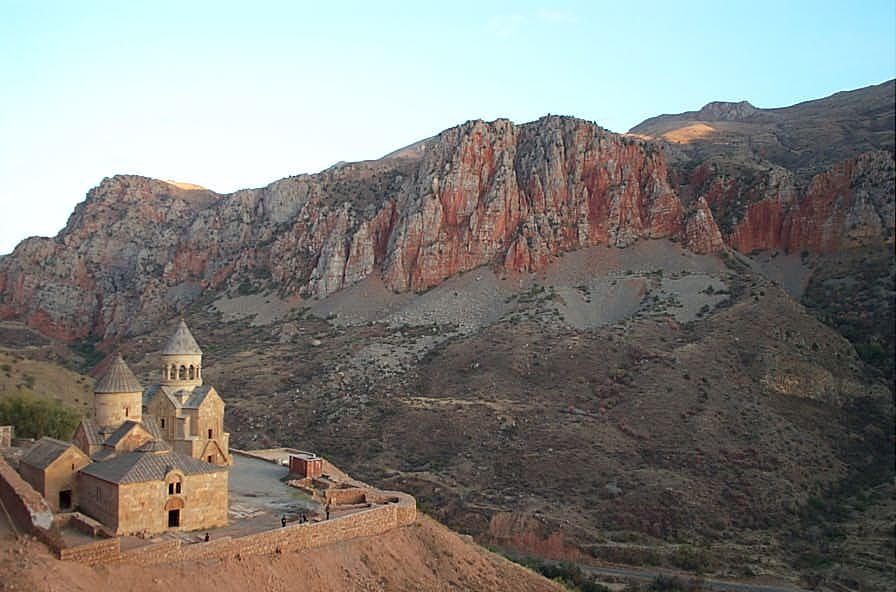
Kloster Norawank in einem Tal südöstlich von Areni

Sie liegt zwischen Aserbaidschans Rayon Kəlbəcər im Osten und der aserbaidschanischen Exklave Nachitschewan im Südwesten und Süden. Das de jure zu Aserbaidschan gehörende Gebiet hinter der Ostgrenze war seit dem ersten Bergkarabachkrieg bis kurz nach dem Waffenstillstandsabkommen im Bergkarabachkrieg 2020 unter Kontrolle der international nicht anerkannten Republik Arzach (bis 2017 genannt Republik Bergkarabach), welche es als Provinz Schahumjan verwaltete. Im Südosten grenzt Wajoz Dsor an die armenische Provinz Sjunik, im Westen auf einem kurzen Abschnitt an die Provinz Ararat und im Norden an Gegharkunik.
Wajoz Dsor hat eine Fläche von 2308 km² und 47.659 Einwohner (2011). Es ist damit die am dünnsten besiedelte Provinz des Landes. Verwaltungszentrum ist die Kleinstadt Jeghegnadsor mit 8357 Einwohnern. Weitere Städte sind Dschermuk (4346 Einwohner) und Wajk (5067 Einwohner). Jehgegnadsor und Wajk erhielten als vormalige Siedlungen städtischen Typs erst in den 1990er-Jahren die Stadtrechte. Neben den drei Stadtgemeinden gibt es 41 Landgemeinden mit insgesamt 52 Dörfern; die größten Dörfer (mit jeweils über 1500 Einwohnern) sind Aghawnadsor, Areni, Getap, Gladsor und Malischka (Stand 2011).
In der Provinz liegt das Kloster Arates.
Die Provinz wurde während der administrativen Neuordnung im Rahmen der Dezentralisierung 1995 aus den seit 1930 beziehungsweise 1931 in der Armenischen SSR der Sowjetunion bestehenden Rajons Jeghegnadsor und Wajk (bis 1990 Asisbekow) sowie der rajonfreien Stadt Dschermuk gebildet.